# Jean Bohier
Pour les articles homonymes, voir Bohier.
Jean Bohier, né à Issoire vers 1464, et mort le 30 juillet 1512, est un ecclésiastique français, sous les règnes de Charles VIII et Louis XII. 

## Biographie
Jean Bohier est chanoine de Clermont, puis chanoine et chantre de la cathédrale de Paris. 
Archidiacre de Nantes, et recteur de Saint-Martial, au diocèse de Saint-Flour, Charles VIII lui accorde sur sa demande, par lettres de janvier 1492, l'institution d'un marché chaque mardi au bourg de Saint-Gildas-des-Bois, et le 7 novembre, il obtient mainlevée de son abbaye, au diocèse de Nantes.
Nommé par le pape Alexandre VI, mais étant déjà abbé commendataire de Saint-Gildas, il se démet de son droit sur l'abbaye de Saint-Jean-des-Prés, près de Josselin, diocèse de Saint-Malo, en faveur de Gilles de Coëtlogon, en 1494,
La même année, il est abbé commendataire de Buzay.
Licencié en lois, il devient conseiller clerc au parlement de Charles VIII, office créé le 9 décembre 1495, et est nommé au parlement des Grands Jours en Bretagne.
Le 17 mars 1503, il est nommé chanoine en la cathédrale de Rouen, canonicat qu'il résigne en faveur de François de Bueil, le 19 avril 1504.
Il est reçu président de la chambre des enquêtes le 2 septembre 1503, au parlement de Paris de Louis XII, jusqu'au 14 décembre 1508.
Le 5 septembre 1508, il obtient l'évêché de Nevers, et fait son entrée fin octobre, attirant une foule de gens.
Dès le début de son épiscopat, il s'occupe de la continuité de la construction de la tour de sa cathédrale Saint-Cyr, les deux derniers étages sont bâtis entre 1509 et 1528, comme l'atteste une inscription. On l'appelle « Tour Bohier ».
Il assiste au concile de Tours de 1510.

## Décès
Il décède le 30 juillet 1512. Pour son enterrement, une procession est faite dans la ville de Nevers. 

## Famille
Premier mariage de son père, avec Béraude Bayard :
- Henry Bohier, maire de Tours en 1506, bailli royal de Mâcon, sénéchal de Lyon et général des finances

Jean Bohier est le cinquième enfant d'Austremoine Bohier et d'Anne Duprat, il a quatre frères et cinq sœurs :
- Alix Bohier, mariée à Jacques Ch..., écuyer
- Thomas Bohier, secrétaire du roi Charles VIII, maire de Tours en 1497. Il a construit le château de Chenonceau
- Antoine Bohier, archevêque de Bourges
- André (mort jeune), puis Catherine, Claude, Charlotte, Geneviève et Madeleine.

Il est le cousin germain d'Antoine Duprat.